# Slovenska popevka 1975
Slovenska popevka 1975 je potekala od 4. do 6. junija v ljubljanski Hali Tivoli. Vodila sta jo Vili Vodopivec in Milanka Bavcon. Predstavilo se je 20 novih popevk, ki so bile zapete v domači in tuji izvedbi.

## Nastopajoči
I. večer
| #   | Slovenska izvedba            | Tuja izvedba                                          | Naslov pesmi                | Avtor glasbe   | Avtor besedila     | Avtor aranžmaja |
| --- | ---------------------------- | ----------------------------------------------------- | --------------------------- | -------------- | ------------------ | --------------- |
| 1.  | Ultra                        | Plavci (Češka)                                        | Pomladi v objem             | Bojan Adamič   | Jelka Žmuc - Kušar | Bojan Adamič    |
| 2.  | Zoran Crnkovič               | Grupa 777 (Hrvaška)                                   | Svobodna pomlad             | Zoran Crnkovič | Tomaž Domicelj     | Bojan Adamič    |
| 3.  | Lado Leskovar                | Jean-Paul Cara (Francija)                             | Kadar boš šla               | Mojmir Sepe    | Evgen Jurič        | Mojmir Sepe     |
| 4.  | Alenka Pinterič              | Lidija Kodrič                                         | Lutke                       | Ati Soss       | Branko Šömen       | Ati Soss        |
| 5.  | Janez Bončina                | Josipa Lisac (Hrvaška)                                | Človek                      | Jože Privšek   | Dušan Velkaverh    | Jože Privšek    |
| 6.  | Nada Žgur                    | Elżbieta Wojnowska (Poljska)                          | To je ta svet               | Dečo Žgur      | Andrej Brvar       | Dečo Žgur       |
| 7.  | Alfi Nipič                   | Dragan Mijalkovski (Makedonija)                       | Nekoč v deževnem predmestju | Jani Golob     | Elza Budau         | Jani Golob      |
| 8.  | Meta Močnik                  | The Ryders (Luksemburg)                               | Sreča                       | Ati Soss       | Branko Šömen       | Ati Soss        |
| 9.  | Oto Pestner                  | Lolita (Italija)                                      | Violine v mojem srcu        | Jože Privšek   | Elza Budau         | Jože Privšek    |
| 10. | Marjana Deržaj & Braco Koren | Monika Hauff & Klaus-Dieter Henkler (Vzhodna Nemčija) | Mi smo taki                 | Vasko Repinc   | Duša Repinc        | Milan Mihelič   |

1. ↑  Kot možni tuji izvajalec se navaja tudi hrvaški pevec Darko Domijan.

II. večer
| #   | Slovenska izvedba | Tuja izvedba                         | Naslov pesmi         | Avtor glasbe   | Avtor besedila  | Avtor aranžmaja     |
| --- | ----------------- | ------------------------------------ | -------------------- | -------------- | --------------- | ------------------- |
| 1.  | Sanje             | Dado Topić (Hrvaška)                 | Maranoja             | Matjaž Jarc    | Matjaž Jarc     | Jure Robežnik       |
| 2.  | Edvin Fliser      | Stuart Gillies (Velika Britanija)    | Kjer se nasmeh konča | Mojmir Sepe    | Dušan Velkaverh | Mojmir Sepe         |
| 3.  | Sonja Gabršček    | Fabienne (Francija)                  | Breskvice            | Bojan Adamič   | Ervin Fritz     | Bojan Adamič        |
| 4.  | Janko Ropret      | Olimpia Panciu (Romunija)            | V življenju je lepo  | Vlado Kos      | Branko Šömen    | Silvestar Glojnarić |
| 5.  | Elda Viler        | Franco Simone (Italija)              | Vračam se            | Ati Soss       | Branko Šömen    | Ati Soss            |
| 6.  | Tomaž Domicelj    | Neda Ukraden (Bosna in Hercegovina)  | Danes bo srečen dan  | Tomaž Domicelj | Tomaž Domicelj  | Jože Privšek        |
| 7.  | Marjetka Falk     | Dave Travis (Velika Britanija)       | On je rekel sonce    | Dečo Žgur      | Dušan Velkaverh | Dečo Žgur           |
| 8.  | Ivo Mojzer        | Gilla (Zahodna Nemčija)              | Deček z ulice        | Jože Privšek   | Elza Budau      | Jože Privšek        |
| 9.  | Majda Sepe        | Zsuzsa Cserháti (Madžarska)          | Izpoved              | Mojmir Sepe    | Branko Šömen    | Mojmir Sepe         |
| 10. | Pepel in kri      | The Dooley Family (Velika Britanija) | Pepel in kri         | Tadej Hrušovar | Dušan Velkaverh | Dečo Žgur           |

## Seznam nagrajencev
Nagrade občinstva
- 1. nagrada: Mi smo taki Vaska Repinca (glasba) in Duše Repinc (besedilo) v izvedbi Marjane Deržaj & Braca Korena v alternaciji z Moniko Hauff &  Hansom Dieterjem Henklerjem
- 2. nagrada: Danes bo srečen dan Tomaža Domicelja (glasba in besedilo) v izvedbi Tomaža Domicelja v alternaciji z Nedo Ukraden
- 3. nagrada: Pepel in kri Tadeja Hrušovarja (glasba) in Dušana Velkaverha (besedilo) v izvedbi skupine Pepel in kri v alternaciji s skupino The Dooley Family

Nagrade mednarodne žirije in nagrade revije Stop
- 1. nagrada mednarodne žirije in zlati prstan revije Stop: Kjer se nasmeh konča Mojmirja Sepeta (glasba) in Dušana Velkaverha (besedilo) v izvedbi Edvina Fliserja v alternaciji s Stuartom Gilliesom
- 2. nagrada mednarodne žirije in srebrni prstan revije Stop: Človek Jožeta Privška (glasba) in Dušana Velkaverha (besedilo) v izvedbi Janeza Bončine v alternaciji z Josipo Lisac
- 3. nagrada mednarodne žirije in bronasti prstan revije Stop: Lutke Atija Sossa (glasba) in Branka Šömna (besedilo) v izvedbi Alenke Pinterič v alternaciji z Lidijo Kodrič

Srebrna plaketa za najboljšega skladatelja debitanta
- Tadej Hrušovar za pesem Pepel in kri

Nagrada za najboljši aranžma
- Jože Privšek za pesem Človek
- Jani Golob za pesem Nekoč v deževnem predmestju

Nagrada za najboljše besedilo
- Branko Šömen za pesem Vračam se

Nagrada za najboljše besedilo z angažirano tematiko
- Dušan Velkaverh za pesem Človek

Posebna pohvala
- Dečo Žgur za pesem On je rekel sonce

Velika zlata plaketa Slovenske popevke
- Irena Kohont